# Karukaru (rivière)
La rivière Karukaru  (anglais : Karukaru River) est un cours d’eau de la Région du Northland, dans l’Ile du Nord de la Nouvelle-Zélande. C‘est un affluent de la rivière Wairua.

## Géographie
Elle prend naissance à l’ouest de Maungatapere et s’écoule vers l’ouest dans le bras sud de la rivière Wairua au niveau de la ville de Titoki.